# سد اورسک
در ۵ آوریل ۲۰۲۴، سد اورسک به دلیل جاری شدن سیل در امتداد رودخانه اورال فرو ریخت، و باعث تخلیه مردم شد. پانزده نفر جان باختند، در حالی که حداقل شش نفر دیگر زخمی شدند و خسارت حدود ۱٫۲ میلیارد روبل (۱۲٫۹ میلیون دلار آمریکا) تخمین زده شد.

## پیشینه
سد اورسک در سال ۲۰۱۰ ساخته شد و برای سطح آب ۵٫۵ متر (۱۸ فوت) در نظر گرفته شده بود. . در زمان فروپاشی آن، باران سیل‌آسا در منطقه ثبت شد، در حالی که ذوب برف به افزایش سطح آب در رود اورال به ۹٫۶ متر (۳۱ فوت) کمک کرد. .

## جمع کردن
سد اورسک عصر روز ۵ آوریل فرو ریخت و باعث تخلیه مردم شد. مقامات شهر پایین‌دست اورسک اعلام کردند که اوضاع به سرعت در حال بدتر شدن است و رئیس‌جمهور قزاقستان، قاسم جومارت توکایف، آن را بدترین فاجعه طبیعی این کشور در ۸۰ سال گذشته نامید. دنیس پاسلر، فرماندار استان اورنبورگ، نیز این سیل را بدترین سیل تاریخ این منطقه توصیف کرد. در اورسک، مناطقی که به شدت تحت تأثیر سیل قرار گرفتند شامل شهر قدیمی، نیکل و لسوتورگووی بودند. این سد در ۶ و ۷ آوریل دوباره شکسته شد.
در ۷ آوریل، دولت روسیه با تعطیلی پالایشگاه نفت اورسک، وضعیت اضطراری فدرال اعلام کرد و افزود که پیش‌بینی می‌شود سیل در استان‌های کورگان و تیومن نیز رخ دهد. برخی تخمین می‌زنند که سیل حدود ۲۲۷ میلیون دلار خسارت وارد کرده است. سرویس فدرال هواشناسی و نظارت بر محیط زیست اعلام کرد که سطح آب در شهر اورنبورگ می‌تواند در سه روز آینده به سطح خطرناکی برسد. دولت همچنین اعلام کرد که ایستگاه‌های هیدرولیک محلی «افزایش غیرطبیعی سطح آب» را نشان می‌دهند که در ۱۰۰ سال گذشته دیده نشده است. سرگئی سلمین شهردار اورنبورگ همچنین تهدید به تخلیه اجباری کرد. در جای دیگری از استان اورنبورگ، ۱۲۷ نفر پس از سیل و زیر آب رفتن ۳۰۴ خانه در بوزولوک تخلیه شدند، در حالی که در منطقه بوزولوکسکی، پلی بر روی رودخانه بوروفکا شسته شد و سکونتگاه‌های پارک ملی بوزولوکسکی بور را منزوی کرد. یک سد جداگانه در نووترویسک شکسته شد و باعث تخلیه مردم شد.
در ۸ آوریل، صدها نفر علیه مقامات محلی در اورسک اعتراض کردند و آنها را به ساخت سدی بی‌کیفیت با هزینه‌ای گزاف متهم کردند. معترضان فریاد می‌زدند: «شرم، شرم» و «پوتین، به ما کمک کن». شهردار اورسک، واسیلی کوزوپیسا، با ساکنان دیدار کرد و قول داد که از قربانیان سیل حمایت مالی کند و امنیت را برای جلوگیری از سرقت در مناطق آسیب‌دیده شهر افزایش دهد. اینسایدر گزارش داد که بسیاری از قربانیان سیل، علیرغم وعده‌های مقامات اورسک برای افزایش امنیت در شهر، از سرقت توسط غارتگران شکایت دارند. ساکنان و داوطلبان گفتند که امنیتی که قبلاً توسط مقامات وعده داده شده بود، به جای محافظت از مناطق مسکونی در برابر سرقت، برای محافظت از ساختمان‌های دولتی و سیاستمداران شهر در برابر معترضان استفاده شده است.
در ۱۰ آوریل، شهردار سالمین در کانال تلگرام خود هشداری منتشر کرد مبنی بر اینکه ساعت ۱۹:۰۰ به وقت محلی، آژیرها در سراسر اورنبورگ به صدا درخواهند آمد تا به شهروندان هشدار دهند که به دلیل احتمال رسیدن سطح آب به حداکثر پیش‌بینی‌شده ۹۳۰ سانتیمتر (۳۰٫۵ فوت) محل را ترک کنند. و خطر سیل گرفتن مناطق فراتر از اورسک را به همراه داشت. بیش از ۳۰۰ خانه در این شهر دچار سیل شدند. پس از آنکه سالمین هشدار داد که انتظار می‌رود سیل در این شهر در آن روز به اوج خود برسد و در هفته بعد فروکش کند، دستور تخلیه گسترده در اورنبورگ در ۱۲ آوریل صادر شد تا آن زمان، بیش از ۷۵۰۰ ملک در این شهر دچار سیل شده بود.

## خسارات و تلفات
شکست سد اورسک بیش از ۱ میلیارد روبل خسارت وارد کرد و ۱۰٬۰۰۰ خانه زیر آب رفت. بیش از ۴۰۰۰ نفر از منطقه تخلیه شدند. دولت روسیه وضعیت اضطراری فدرال اعلام کرد. همچنین گزارش‌هایی مبنی بر آبگرفتگی ۱۵ مدرسه و مصدومیت سه کودک و شش بزرگسال وجود دارد، اما نه به‌طور جدی. مقامات گفتند که انتظار دارند سیل در ۹ آوریل به اوج خود برسد و پس از ۲۰ آوریل «تثبیت» شود.
در ابتدا گزارش شد که چهار نفر جان خود را از دست داده‌اند. با این حال، وزارت بهداشت روسیه بعداً تصریح کرد که این تلفات «هیچ ارتباطی با سیل» نداشته است. در ۱۷ آوریل، خبرگزاری تحقیقاتی روسی یستورئاس گزارش داد که شش نفر بر اثر سیل در اورسک جان خود را از دست داده‌اند و یک نفر دیگر در اورنبورگ فوت کرده است. بستگان قربانیان نیز مقامات را به پنهان کردن جزئیات مرگ آنها برای جلوگیری از پرداخت غرامت متهم کردند.
در مارس ۲۰۲۵، گزارش وزارت موقعیت‌های اضطراری نشان داد که ۱۵ نفر در سیل جان خود را از دست داده‌اند.

## واکنش‌ها
دیمیتری پسکوف، سخنگوی ریاست جمهوری، گفت که ولادیمیر پوتین، رئیس‌جمهور، هیچ برنامه‌ای برای بازدید از منطقه ندارد، و افزود که پوتین در عوض «در حال کسب اطلاعات و هماهنگی کار همه شاخه‌های مقامات است».
در ۸ آوریل، ساکنان اورسک در میدان مرکزی شهر به دلیل جبران ناکافی خسارات توسط دولت محلی و عدم رفع نواقص ساختاری سد، اعتراضاتی را برگزار کردند. تظاهرکنندگان همچنین از رئیس‌جمهور پوتین درخواست مداخله کردند، که به کمیسیون دولتی دستور داد تا بر واکنش به این فاجعه نظارت کند و وزیر فوریت‌های پزشکی، الکساندر کورنکوف، را به استان اورنبورگ اعزام کرد. در پاسخ، دنیس پاسلر، فرماندار استان اورنبورگ، قول داد که ماهانه ۱۰۰۰۰ روبل (تقریباً ۱۰۸ دلار) به مدت شش ماه به ساکنان آواره غرامت پرداخت کند. کمیته تحقیقات روسیه همچنین تحقیقات جنایی را در مورد ریزش سد با تمرکز بر نقض مقررات ایمنی ساخت و ساز و سهل انگاری آغاز کرد. واکسیناسیون علیه هپاتیت ای نیز انجام شد.
کیم جونگ اون، رهبر کره شمالی، تسلیت خود را ابراز کرد و گفت: «مردم ما همیشه در کنار مردم روسیه خواهند بود.»